# 神西村
神西村（じんざいむら）は、島根県簸川郡にあった村。現在の出雲市神西沖町、東神西町、西神西町、大島町にあたる。

## 地理
- 湖沼：神西湖[1]

## 歴史
- 1889年（明治22年）4月1日、町村制の施行により、神門郡神西村沖分、神西村東分、神西村西分、大島村が合併して村制施行し、神西村が発足[1][2]。神西東分、神西西分、神西沖分、大島の大字を設置[1]。
- 1896年（明治29年）4月1日、郡の統合により簸川郡に所属[2]。
- 1907年（明治40年）神西郵便局開設[1]。
- 1910年（明治43年）神西村信用組合設立[1]。
- 1945年（明治20年）神西沖郵便局開設[1]。
- 1956年（昭和31年）4月1日、出雲市に編入され廃止[1][2]。

### 地名の由来
神門郡の西部に位置することから。

## 産業
- 農業、漁業[1]。